# José Ignacio Larraín
José Ignacio Larraín y Landa (Santiago, 1813-ibíd., 1892) fue un abogado y político chileno. Ejerció como ministro de Estado y diputado, y fue fundador del Partido Nacional o monttvarista.

## Familia
Hijo de José Joaquín de Larraín y Aguirre -hijo a su vez de don Martín José de Larraín y Salas-, heredero del Marquesado de Montepío, y de doña Mercedes de Landa y de los Ríos. Tuvo una educación privilegiada, graduándose en 1836 como abogado de la Universidad de San Felipe. Contrajo matrimonio con doña Carolina Zañartu y Larraín, con quien tuvo doce hijos.

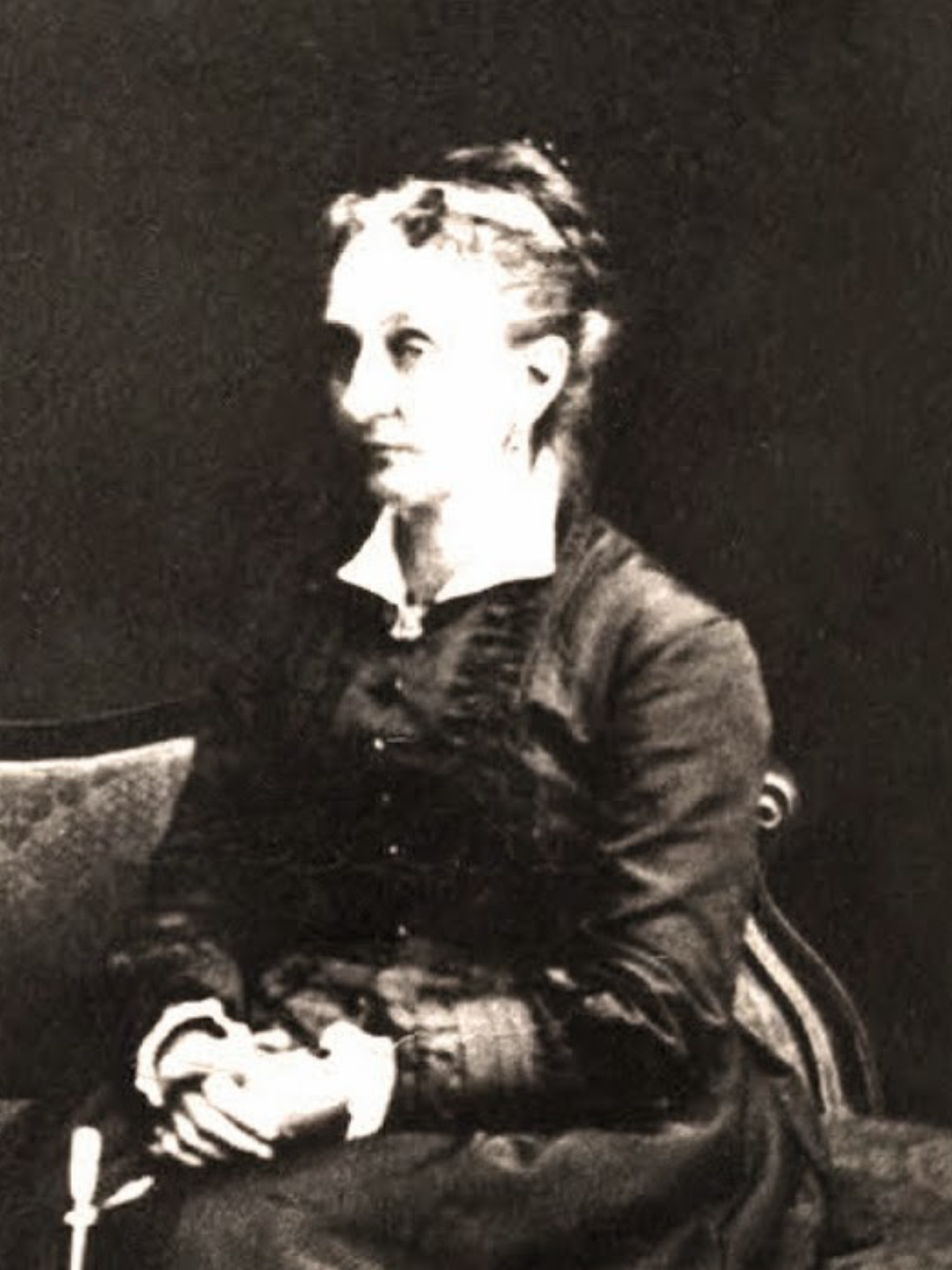
Carolina Zañartu Larraín, 1865

Poseedor civilísimo del Marquesado de Montepío, tuvo el goce y usufructo de los bienes vinculados al Mayorazgo Aguirre,  es decir, de la hacienda de "Lo Aguirre", de la chacra "Manquehue" o fundo "Lo Gallo", y del Palacio Larraín Zañartu.

## Servicio público
Desde su juventud militó en el Partido Conservador, siendo importante en su cúpula hacia 1849, cuando fue su presidente. Secretario del Ministerio de Hacienda (1838) y del Ministerio de Relaciones Exteriores (1840). Durante la administración de Manuel Bulnes se desempeñó como administrador de la Aduana de Valparaíso.
Diputado suplente por La Ligua en 1846, no se integró nunca como titular hasta 1849, cuando fue elegido en propiedad Diputado por Valparaíso y Casablanca. Reelegido por el mismo departamento en 1852, integrando la Comisión permanente de Negocios Eclesiásticos. También, fue Ministro de la Excelentísima Corte Suprema.
Elegido diputado Cauquenes y Constitución en 1855, reelegido en 1858 y 1861. En 1856 fundó el Partido Nacional o Montt- Varista, junto a sus amigos Don Manuel Montt y Antonio Varas, donde fue su presidente. Durante estos últimos períodos legislativos, perteneció a la Comisión permanente de Educación y Beneficencia.